# U-473
Unterseeboot 473 foi um submarino alemão do Tipo VIIC, pertencente a Kriegsmarine que atuou durante a Segunda Guerra Mundial.
O U-473 esteve em operação entre os anos de 1943 e 1944, realizando neste período 2 patrulhas de guerra, nas quais afundou um navio aliado, num total de 1400 toneladas de arqueação.
Foi afundado Por cargas de profundidade lançadas pelos navios britânicos HMS Starling, HMS Wren e HMS Wild Goose no Atlântico Norte  às 02h00min do dia 6 de maio de 1944, causando a morte de 23 de seus tripulantes, deixando 30 sobreviventes.

## Comandantes
| Comandante             | Data                                    |
| ---------------------- | --------------------------------------- |
| Kptlt. Heinz Sternberg | 16 de junho de 1943 - 6 de maio de 1944 |

## Subordinação
Durante o seu tempo de serviço, esteve subordinado às seguintes flotilhas:
| Período                                      | Flotilha                                  |
| -------------------------------------------- | ----------------------------------------- |
| 16 de junho de 1943 - 31 de dezembro de 1943 | 5. Unterseebootsflottille (treinamento)   |
| 1 de janeiro de 1944 - 6 de maio de 1944     | 9. Unterseebootsflottille (serviço ativo) |

## Coordenadas
1. ↑  em posição 49° 29' N 21° 22' O